# 프리마틴
프리마틴은 일부 포유류 가축에서 암수쌍둥이의 암컷이 불임이 되는 현상을 말한다. 소와 가까운 동물에서 많이 나타난다. 원인은 수컷 쪽의 세포가 미세하게 암컷에 섞여들어가서 항뮐러관 호르몬을 분비시키기 때문이다.